# Kloka Anna
Anna Johansdotter eller Jonsdotter, känd som Kloka Anna, född den 15 juli 1797 i Liatorp i Stenbrohults socken i Småland, död 1860, var en svensk klok gumma och siare verksam cirka 1822–1860. Hon var berömd och föremål för omfattande mytbildning.    

## Biografi
Annas föräldrar var fattiga torpare. Hon försörjde sig som piga fram till cirka 1822, då hon bosatte sig i Göteryd och började verka som botare. År 1843 flyttade hon till Pjätteryd, där hon kom att bli berömd. Hon beskrivs som en fetlagd matrona med mörka genomträngande ögon och mörk åskliknande röst. 
Enligt legenden hade hon fått sin "klokhet" då en hon gång som liten hade ätit de lingon som vidrörts av en vitorm, som ringlat förbi henne en dag i skogen. Hon troddes vara synsk och ha förmågan att fjärrskåda och bota sjukdomar. Människor ska ha rest från hela Sverige för att konsultera henne i olika angelägenheter. Hon tog betalt efter kundens förmåga och gav ibland fattiga gratis konsultationer. Hon var också känd för sina svarta katter. Anna uppsöktes både för hälsoproblem, då hon brukade använda sina egna salvor, och som fjärrskådare, ofta av person som utsatts för stöld. Hon ansågs inte vara en häxa, men var känd för att hota män, som vägrade gifta sig med kvinnor de hade gjort gravida, med trolldom om de inte tog sitt ansvar. Anna var mycket populär och hade rykte om sig att lyckas med sina uppdrag. Hennes dotter Kristina fungerade som hennes assistent då hon blandade salvor.  
År 1847 bötfälldes hon för att ha bedrivit så kallad kärleksmagi. Hon åtalades då för vidskepelse sedan hon hade lärt pigan Johanna Jonsdotter bedriva magi mot sin fästman Johannes Jonsson, som stämde dem för att ha gjort honom sjuk med magin. Anna dömdes som skyldig till vidskepelse till 6 riksdaler och 32 skilling i böter eller sju dagar i fängelse på vatten och bröd. Som ofta vid rättegångar mot Kloka gummor och gubbar tycks rättegången ha fungerat som positiv reklam för hennes verksamhet.  
Anna hade elva barn i sitt första äktenskap och ett i det andra, varav två blev vuxna. Hon lärde upp sin gudson Karl Hart, sin tjänsteflicka Ingrid Johansson till efterträdare. Ingrid Johansson, kallad Lill-ingerten, blev även hon ganska känd som klok gumma, och var även bygdens barnmorska. Anna ansågs spöka efter sin död. 
Myterna om "Kloka Annas" liv och verksamhet finns nedtecknade i Folklivsarkivets materialutbud. 